# Zénodotos
Zénodotos, řecky Ζηνόδοτος, též Zénodotos z Efesu (325 př. n. l. – 260 př. n. l.) byl starořecký básník a gramatik. Byl prvním správcem Alexandrijské knihovny, zakladatelem alexandrijské gramatické školy (a tedy prvním gramatikem vůbec) a vychovatelem Ptolemaia III. Euergeta. Napsal řadu lexikografických prací, které se však nedochovaly. Připravil první kritické vydání Homérových textů.
Ottův slovník naučný o něm uváděl: "Byl žákem Filétovým. Ve správě knihovny zjednal si zásluhy srovnáním plodů řecké epiky a lyriky. Slavnou řadu kritických prací doby alexandrijské zahájil Zénodotos kritickým vydáním Homéra. Postupoval tu sice správnou cestou, srovnával čtení různých rukopisův a volil z nich nejlepší, upozorňoval i na porušení a interpolace textu, ale kritika jeho byla leckdy libovolná a smělá a rovněž nedostatečná znalost mluvy homérské mu byla na závadu. Kromě vydání sestavil homérský glossář."